# Tipula (Savtshenkia) eleonorae
Tipula (Savtshenkia) eleonorae is een tweevleugelige uit de familie langpootmuggen (Tipulidae). De soort komt voor in het Palearctisch gebied.